# Zijdespreeuw

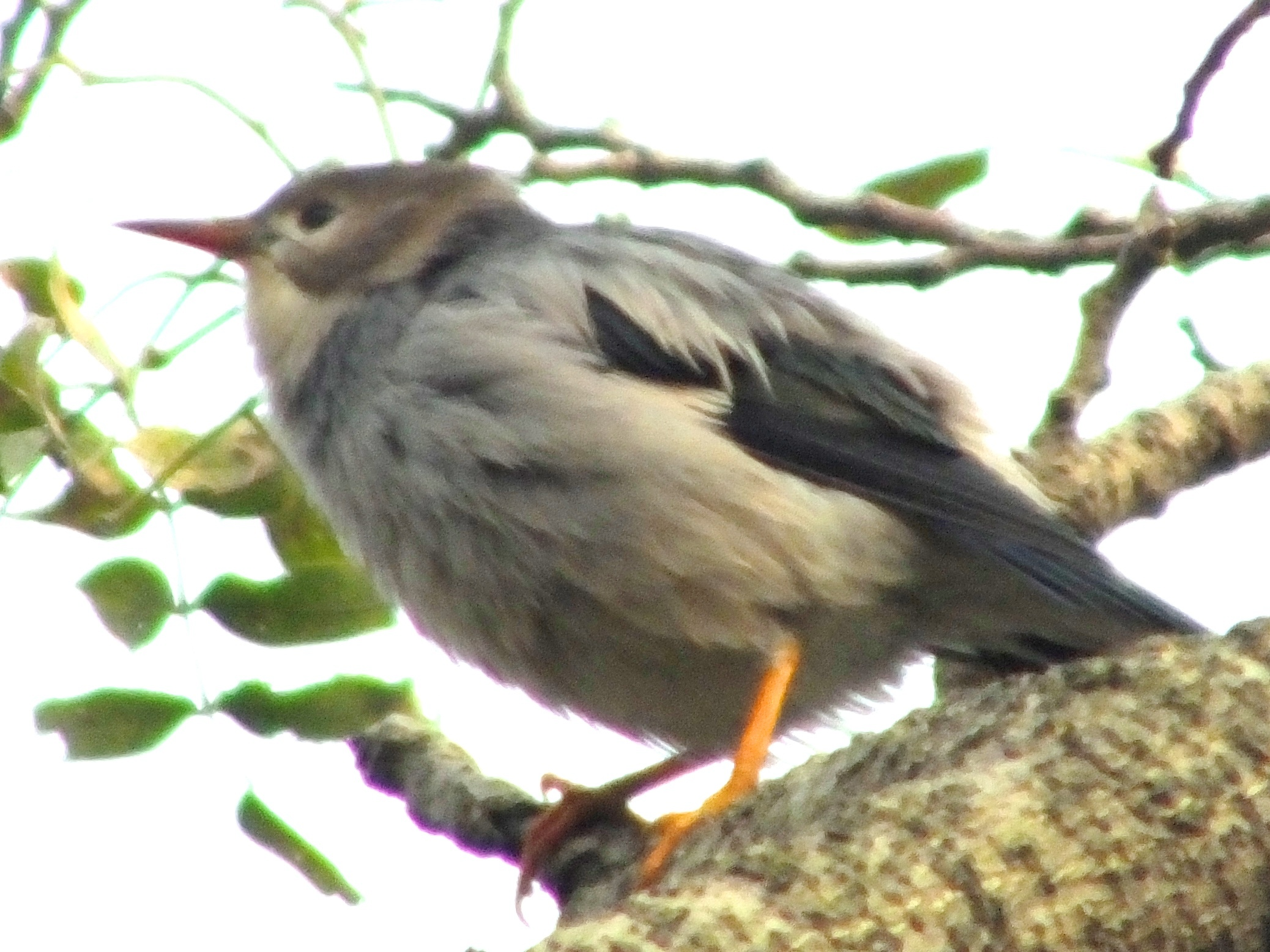
Een mannelijk exemplaar te Hongkong

De zijdespreeuw (Spodiopsar sericeus; synoniem: Sturnus sericeus) is een vogelsoort uit de familie Sturnidae.

## Verspreiding en leefgebied
Deze soort komt voor in China, Hongkong, Japan, Zuid-Korea, de Filipijnen, Taiwan en Vietnam.